# Еузебюш Смолярек
Еузѐбюш (Еби) Смоля̀рек (на полски: Euzebiusz Smolarek) е бивш полски футболист, играещ като нападател или крило. Син е на известния футболист Влоджимеж Смолярек. Еби има 47 мача и 20 гола за националния отбор на Полша.

## Кариера
Смолярек е израснал в Холандия, където баща му работи като треньор. Еби е продукт на школата на Фейенорд, като по това време е смятан за един от най-перспективните европейски футболисти. Пробива в мъжкия отбор през 2000 г., като има опция да заиграе за националния отбор на Холандия, но все пак избира Полша. Смолярек утвърждава позициите си в тима и печели Купата на УЕФА през 2002 г. (макар да пропуска финала поради наказание заради употреба на марихуана) Поради тежка контузия полякът пропуска целия сезон 2002/03 и се възстановява общо 15 месеца. Сезон 2003/04 е най-успешния за Смолярек в Холандия, като той отбелязва 7 гола в 21 мача, партнирайки си в атака с такива имена като Дирк Каут и Робин ван Перси.
В началото на 2005 г. треньорът на Фейенорд Берт ван Марвайк поема Борусия Дортмунд. Той взима със себе си и Смолярек. Първоначалната сделка е за наем до края на сезона, но след края на съглашението Смолярек остава за постоянно. През 2005/06 в отсъствието на централния нападател Ян Колер, Еби става голмайстор на Борусия с 13 попадения. През 2006 участва на световното първенство в Германия, но там не отбелязва нито едно попадение, а „Дружина Полска“ отпада още в групите. През октомври 2006 вкарва 2 попадения в контрола срещу Португалия за победата с 2-1, ставайки първият поляк от 20 години насам, отбелязал 2 пъти на Португалия.
През сезон 2006/07 вкарва 9 гола в 30 мача за Борусия Дортмунд, но остава в сянката на швейцарския голмайстор Александър Фрай. През лятото на 2007 г. атаката на „жълто-черните“ е усилена с Младен Петрич. Еби преминава в испанския Расинг Сантандер за 5 милиона евро. За Расинг дебютира срещу Барселона, влизайки като резерва в 53 минута, но в 67 минута е изгонен. На 7 октомври 2007 вкарва първия си гол за отбора, с който носи победата срещу Реал Валядолид с 1-0. Сантандер провеждат много силен сезон и завършват на шеста позиция в Ла Лига, даваща право на участие в евротурнирите, но сезонът е слаб за Еби, който вкарва едва 4 гола.
Макар и да не отбелязва много на клубно ниво, Смолярек става трети голмайстор на квалификациите за Евро 2008 с 9 гола и помага на Полша да се класира за шампионата. „Дружина Полска“ обаче се представя изключително слабо и печели само 1 точка в своята група. След края на европейското Смолярек преминава под наем в английския Болтън Уондърърс.. Полякът не успява да измести от титулярното място капитана Кевин Дейвис и записва само 12 мача, от които започва като титуляр веднъж.
През лятото на 2009 е спряган за трансфер в българския ЦСКА, но високата годишна заплата на футболиста се оказва пречка пред ръководството на „червените“ и полякът подписва с гръцкия Кавала. След един сезон в Кавала договорът е разтрогнат по взаимно съгласие. На 27 юли 2010 Еби преминава в Полония Варшава. На 13 август 2010 вкарва първия си гол в полската Екстракласа в дербито срещу Легия Варшава. След силен старт формата на Смолярек спада. Новият треньор Петър Стоковиц го праща в дублиращия отбор. След няколко срещи за младежите, Еби се завръща в първия тим. След края на сезон 2010/11 Смолярек напуска поради финансови разногласия с президента на клуба.
През 2011 подписва с катарския Ал-Кхор. През есенния полусезон записва 10 мача и вкарва 3 попадения, но скоро разтрогва договора си. Минава проби в Урал Екатеринбург, но не успява да постигне споразумение. Еби доиграва сезона в АДО Ден Хааг, след което е част от отбора на Ягельоня Бялисток.
От 2014 г. е треньор на юношите на родния си клуб Фейенорд.